# 坪南站
坪南站位于中国广东省樂昌市坪石镇，为坪木铁路的一座车站。本站距京广铁路坪石站1公里，距木冲站74公里。
此站设有相关机务设施。
坪南站原为南岭支线零公里交接站，属广州铁路分局管理，1981年10月改称坪南车站，划归广州铁路局地方铁路处管理。现属广东地方铁路有限责任公司南岭铁路公司管辖。

## 邻近车站

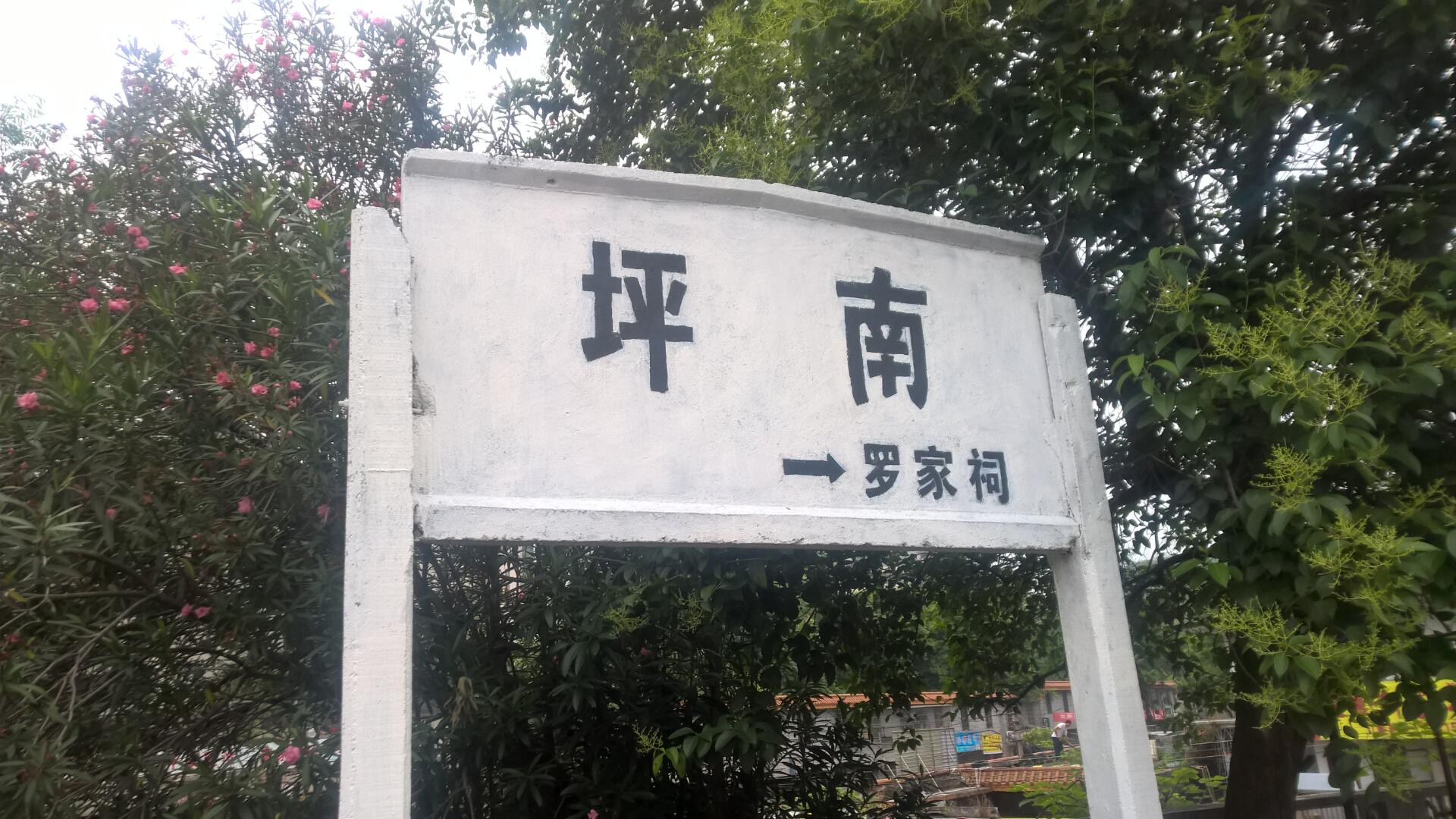
坪南站站牌